# HINCHAS

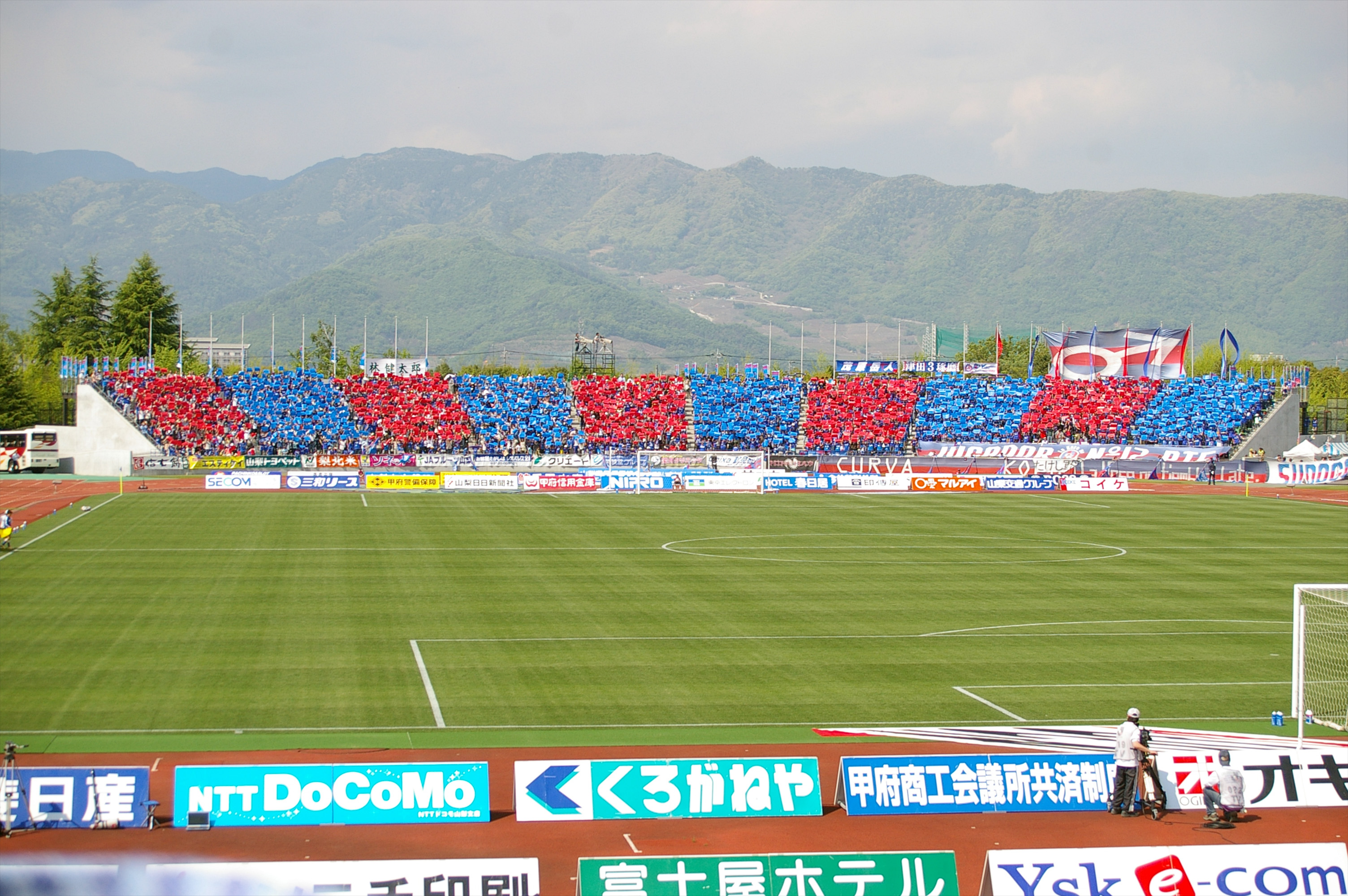
HINCHASをはじめとしたヴァンフォーレ甲府サポーターの応援風景。ゴール裏の右手に見える雄記号の横断幕はHINCHASのシンボルとなっている
。

HINCHAS（インチャス）はJリーグ・ヴァンフォーレ甲府のサポーター集団の一つである。

## 概要
ヴァンフォーレ甲府の前身にあたる甲府サッカークラブの時代から活動を続けている最古参のグループである。名称はスペイン語で「応援者」や「支持者」を意味する「インチャ」に由来する。
1999年（平成11年）のJリーグ参入時にサポーターズソング「THEME OF VFK」「FUTURE SONG」「HEART AND HOME」の3曲の作詞およびバックコーラスを手掛け、ヴァンフォーレ甲府の公式サイトでも公認応援歌として紹介されていた（HINCHASのホームページ閉鎖と同時に紹介も終了したが、外部リンクのX(Twitter)で引き続き確認ができる）。
また、ヴァンフォーレ甲府経営危機問題が発覚し存続が危ぶまれた時にいち早く存続運動を起こしたグループで、小瀬競技場や甲府駅をはじめ、Jリーグの各試合会場で署名活動や募金活動を実施。その結果、他の存続グループや各自治体の議員やOB有志、さらには他チームのサポーターらの協力もあり27,000人分の署名を集め、チームの存続に貢献している。
ヴァンフォーレ甲府の経営危機が改善され、観客が増えると「Ganador（ガナドール、2014年にHINCHASと合併）」「MAFIA AZUL（マフィア・アズール）」「甲州旗刃隊（こうしゅうきばたい）」などのサポーターグループが結成され、現在は「甲府クルバ」という総称を用いホーム側ゴール裏で応援している。コールリーダーは原則「HINCHAS」から選出され、ほかのグループに指示を送っている。

### HINCHAS
- HINCHAS (@HINCHADA_KOFU) - X（旧Twitter）
- HINCHAS (@hinchastagram) - Instagram

かつては公式ホームページ（http://hinchas.watson.jp/）があったが2021年頃に閉鎖され、主にX(Twitter)での活動になっている。

### 他のサポーター集団
- 甲州旗刃隊 (@KIBATAI_12) - X（旧Twitter）
- MAFIA AZUL (@Ganhe_vfk12) - X（旧Twitter）